# Chesiadodes coniferaria
Chesiadodes coniferaria là một loài bướm đêm trong họ Geometridae.